# Trichocera pubescens
Trichocera pubescens är en tvåvingeart som beskrevs av Jaroslav Stary och Martinovsky 1996. Trichocera pubescens ingår i släktet Trichocera och familjen vintermyggor.
Artens utbredningsområde är Tjeckien. Inga underarter finns listade i Catalogue of Life.